# Phobetica ignobilis
Phobetica ignobilis är en fjärilsart som beskrevs av Turner 1939. Phobetica ignobilis ingår i släktet Phobetica och familjen stävmalar. Inga underarter finns listade i Catalogue of Life.